# Sowa (poemat)
Sowa – poemat Tarasa Szewczenki ze zbioru Trzy lata. Utwór ten, podobnie jak cały zbiór, był pisany jedynie z myślą o lekturze w gronie przyjaciół, toteż po raz pierwszy został wydany drukiem dopiero w 1906, na łamach czasopisma Нова громада.

## Okoliczności powstania utworu
Sowa jest jednym z poematów o tematyce społeczno-obyczajowej zainspirowanych przez przyjazd Szewczenki na ziemie ukraińskie z Petersburga. Poeta uzyskał zgodę Akademii Umiejętności na ten wyjazd, gdyż zadeklarował chęć rozwoju swoich umiejętności malarskich poprzez wykonywanie szkiców osób i scen rodzajowych z natury. Ostatecznie pobyt na rodzinnej ziemi zaowocował dalszymi obserwacjami sytuacji społecznej Ukraińców, uzupełniającymi wspomnienia autora z dzieciństwa. Powstałe w tym okresie dzieła utrzymane są w generalnej tonacji oskarżeń wobec caratu jako głównego sprawcy nieszczęść zarówno całego narodu ukraińskiego, jak i indywidualnych tragedii.

## Treść
Ukraińska chłopka rodzi syna. Pojawienie się na świecie dziecka jest dla niej źródłem ogromnej radości: choć uboga, kobieta stara się jak najlepiej wychować chłopca, modli się do Matki Bożej o udzielenie mu wszelkich łask, jest pewna, że chłopak stanie się przystojnym i szczęśliwym w życiu mężczyzną. Jednak wkrótce rodzinę zaczynają dotykać nieszczęścia: ojciec chłopca umiera, zaś jego żona jest zmuszona porzucić własne gospodarstwo i zostać najmitką. Mimo niedostatku chłopiec wyrósł na przystojnego młodzieńca, podobał się wielu dziewczętom. Wówczas nadszedł czas poboru do wojska. Młodzi mężczyźni z bogatych domów, którzy się na niego stawili, zostają uznani za niezdatnych do służby z powodów zdrowotnych. Wcielony do armii jest natomiast syn wdowy. Samotna kobieta, by zarobić na życie, zostaje służącą u Żydów. Mijają lata, kolejne listy wysyłane do syna pozostają bez odpowiedzi. Wreszcie wdowa popada w chorobę psychiczną, porzuca pracę i zostaje wędrowną żebraczką, nazywaną przez śmiejące się z niej dzieci „Sową”.

## Wymowa utworu
Leonid Nowiczenko wskazuje na fakt, że obraz nieszczęśliwej matki ukazany w Sowie uzupełnia wizerunek porzuconej przez ukochanego rosyjskiego żołnierza ukraińskiej dziewczyny, jaki należał do najczęściej powtarzających się motywów twórczości Szewczenki. Podobnie jak w przypadku innych poematów o tematyce społeczno-obyczajowej (Katarzyna, Najemnica, Osika) główny wątek dzieła łączy się zarówno z motywami folkloru ludowego (samotna wdowa śpiewa ludową kołysankę), jak i z szerszą refleksją poety nt. społeczeństwa carskiej Rosji. Tragedia tytułowej bohaterki zostaje wpisana w ogólny kontekst nierówności społecznych, kilkakrotnie podmiot liryczny utworu wprost piętnuje istnienie w Rosji ogromnego bogactwa obok wielkiej nędzy. Szczególnie podkreślona zostaje kwestia systemu poboru do wojska, który zdaniem podmiotu lirycznego otwarcie wymierzony był w biedaków, oszczędzając dzieci bogaczy, o których ten wypowiada się z pogardą, nawet dla ich fizycznej słabości.
Podobnie jak w innych utworach z tomu Trzy lata, Szewczenko posługuje się w Sowie możliwie prostym językiem, wykorzystując popularne i często pojawiające się w mowie potocznej metafory i porównania. Rymy i rytm wiersza przypominają tradycyjną ukraińską pieśń ludową. Ważnym środkiem stylistycznym utworu jest również ironia.